# Поросячья латынь
Порося́чья латы́нь, также сви́нский лати́нский (англ. Pig Latin, «самоназвание» — Igpay Atinlay) — «тайный язык», представляющий собой зашифрованный английский. Чаще всего используется в шутливом или полушутливом контексте. В Великобритании также называется backslang.

## Правила
Вопреки своему названию, поросячья латынь никак не связана с настоящей. «Перевод» с английского языка осуществляется следующим образом.
1. Если слово начинается на один или несколько согласных звуков, первые согласные перемещаются в конец слова и добавляется ay. Так ball («шар», «мяч») превращается в all-bay, button («пуговица», «кнопка») — в utton-bay, star («звезда») — в ar-stay, three («три») — в ee-thray, question («вопрос») — в uestion-qay.
2. Если слово начинается на гласный звук, в конце просто добавляется определённый слог, оканчивающийся на ay. Какой именно слог, зависит от конкретного «диалекта» поросячьей латыни: это могут быть слоги way, yay, hay, а чаще просто ay. Таким образом, a (неопределённый артикль) в зависимости от «диалекта» превращается в a-ay, a-way, a-yay или a-hay. Следует иметь в виду, что, напр. honest («честный») переводится как honest-ay, а не onest-hay, так как это слово начинается на согласную букву, но на гласный звук, первая буква h не произносится.
3. Если слово оканчивается на «e» немое, то оно может отбрасываться, а может и нет — это зависит от конкретного диалекта поросячьей латыни.

В вышеприведённых примерах дефисы применяются для иллюстрации, обычно запись на поросячьей латыни осуществляется без них: allbay, uttonbay, eethray и т. д.
Ниже представлен пример текста на восьми вариантах поросячьей латыни (отбрасывание/неотбрасывание немого «e» и четыре варианта второго правила):
Isthay isay anay examplay ofay Oghay Atinlay. Asay ouyay ancay eesay, it’say illysay, utbay otslay ofay unfay orfay ildrenchay.
Isthay isway anway examplway ofway Oghay Atinlay. Asway ouyay ancay eesay, it’sway illysay, utbay otslay ofway unfay orfay ildrenchay.
Isthay isyay anyay examplyay ofyay Oghay Atinlay. Asyay ouyay ancay eesay, it’syay illysay, utbay otslay ofyay unfay orfay ildrenchay.
Isthay ishay anhay examplhay ofhay Oghay Atinlay. Ashay ouyay ancay eesay, it’shay illysay, utbay otslay ofhay unfay orfay ildrenchay.
Isthay isay anay exampleay ofay Oghay Atinlay. Asay ouyay ancay eesay, it’say illysay, utbay otslay ofay unfay orfay ildrenchay.
Isthay isway anway exampleway ofway Oghay Atinlay. Asway ouyay ancay eesay, it’sway illysay, utbay otslay ofway unfay orfay ildrenchay.
Isthay isyay anyay exampleyay ofyay Oghay Atinlay. Asyay ouyay ancay eesay, it’syay illysay, utbay otslay ofyay unfay orfay ildrenchay.
Isthay ishay anhay examplehay ofhay Oghay Atinlay. Ashay ouyay ancay eesay, it’shay illysay, utbay otslay ofhay unfay orfay ildrenchay.
Соответствующий ему английский текст:
This is an example of Hog Latin. As you can see, it’s silly, but lots of fun for children.
Русский перевод:
Это пример поросячьей латыни. Как видите, это глупо, но очень нравится детям.
Официального стандарта на поросячью латынь не существует, однако принцип перемещения начальных согласных в конец слова и добавления ay универсален.
Поросячья латынь не является взаимно-однозначным языком относительно английского, разные английские слова могут одинаково переводиться на поросячью латынь. Например, если использовать way-вариант второго правила, то itch («зуд») и witch («ведьма») переводятся как itchway.

## Применение
Происхождение поросячьей латыни неизвестно. Томас Джефферсон в молодости писал на ней письма друзьям.
Поросячью латынь обычно используют дети для того, чтобы скрыть свои разговоры от взрослых или просто для развлечения. В то же время к ней иногда прибегают и взрослые, находящиеся рядом с очень маленькими детьми, если они разговаривают на темы, не желательные для детских ушей. Также на поросячьей латыни могут говорить англоязычные туристы, если местные жители понимают английскую речь и есть желание скрыть разговор от окружающей публики, напр. при общении с балийскими уличными торговцами.
Влияние поросячьей латыни на английский язык минимально, хотя некоторые слова на поросячьей латыни вошли в американский сленг. Самые известные из них — это ixnay (от nix — «тихо!», «шухер!») и amscray (от scram — «уходить», с тем же значением, как правило используется в повелительном наклонении).
Правила поросячьей латыни в принципе можно применить к любому языку, однако чаще всего речь идёт именно о зашифрованном английском. Существуют и другие «тайные языки» по другим правилам, и иногда термин «поросячья латынь» используется как их обобщённое название.
Языковые игры типа поросячьей латыни иногда являются предметами серьёзных академических исследований для лингвистов. В частности, такие исследования позволяют узнать, как люди представляют внутри себя такую фонетическую информацию, как слоговую структуру, что не так легко выяснить, используя другие методы языковых исследований.
В разработке программного обеспечения поросячья латынь — распространённая псевдолокализация: набор данных, проверяющий работоспособность механизмов локализации без перевода текстов (с тем недостатком, что не демонстрирует работоспособность Юникода). В некоторых промежуточных сборках операционной системы Microsoft Windows Vista (4028, 4029, 4032, 4033, 4039) название системы в окне свойств и на рабочем столе отображалось на поросячьей латыни: onghornLay rofessionalPay, onghornLay omeHay ditionEay и onghornLay erverSay nterpriseEay. Иногда такая псевдолокализация проникает и в выпуск, как пасхальное яйцо: в Total Annihilation есть локализация на piglatin

### В культуре
В названии альбома Ixnay On The Hombre американской панк-рок группы The Offspring первое слово — «nix», записанное поросячьей латынью.
Поросячья латынь является прообразом языка, придуманного главными героями в серии «Фербова Латынь» мультсериала «Финес и Ферб».
В фильме «Маска».
В мультфильме «Пингвины Мадагаскара» (2014): «-Ixnay on the irtflay, Kowalski» - "nix on the flirt" ("хватит флиртовать").
В сказке Туве Янсон «Шляпа волшебника» Тофсла и Вифсла говорят на подобном языке.
В фильме Мела Брукса Робин Гуд: Мужчины в трико раввин Тукман, совершая церемонию свадьбы «на латыни», фактически подражает «поросячьей латыни», приделывая ко всем словам окончание «эй».
Упоминается зелёными свиньями в мультфильме — экранизации игры Angry Birds.
Фамилия джазовой певицы Аниты О’Дэй образована поросячей латынью: от dough → ough d → o' d → o’day
Упоминается в сериале "Очень странные дела" в одной из серий 3 сезона

## Варианты,диалекты
Как у большинства языков, у поросячьей латыни есть много различных форм или «диалектов».

### Английский язык
Основное диалектное различие состоит в разных способах перевода слов с начальным гласным, то есть в разных вариантах правила 2. Однако в некоторых диалектах используется и другой вариант правила 1: в конец слова переносится только первый начальный согласный, если слово начинается на скопление согласных, то остальные остаются в начале, напр. street («улица») превращается в treet-say. Есть и ещё один вариант этого правила, в котором из начального скопления согласных переносится только его несонорная часть, в то время как l или r остаются в начале слова: street — reet-stay.

### Русский язык
Семейство диалектов поросячьей латыни по-русски строится по следующему принципу: после каждой гласной добавляется некая постоянная согласная, например «с», и ещё раз эта же гласная. Для буквы «с» его иногда называют «синий язык», «Солёный язык» или «Солнечный язык» (реже — «кирпичный» или «колбасный»), «б» — «белый язык», «з» — «зелёный язык», «ф» — «фиолетовый язык», «к» — «кирпичный язык» и т. п. Например, фраза на «синем языке»:
Усу посопаса бысыласа сособасакаса, осон есеёсё люсюбисил. Осонаса съеселаса кусусосок мясясаса, осон есеёсё усубисил.
Она же на «белом языке»:
Убу побопаба быбылаба собобабакаба, обон ебеёбё любюбибил. Обонаба съебелаба кубусобок мябясаба, обон ебеёбё убубибил.
«Переводится» как:
У попа была собака, он её любил. Она съела кусок мяса, он [поп] её убил.
При быстром разговоре на такой «латыни» окружающие часто не различают слов и не сразу понимают, о чём идёт речь.
В «Очерках бурсы» Н. Г. Помяловского упоминается «разговор по-шицы», когда каждые два слога менялись местами, при этом к первому получившемуся слогу добавлялась приставка «ши», а к следующему за ним окончание «цы»:
Ши‑чего ни‑цы, ши‑йся не бо‑цы («ничего не бойся»).
Московская молодёжь 1960-х часто пользовалась постоянной согласной «к» для того, чтобы скрыть содержание своих телефонных разговоров от взрослых, подобный случай описан в повести «Малыш» А. Н. и Б. Н. Стругацких (но «перенесён» в XXII век):
Она постучала себя пальцем по лбу рядом с объективом «третьего глаза» и сказала:
— Ба-кал-да-ка. На-кас слы-кы-ша-кат.
— Са-ка-ма-ка ба-кал-да-ка, — ответствовал я. — Та-кам же-ке тра-кан-сля-ка-то-кор…
Другая разновидность диалектов основана на добавлении перед слогом:
- гласной из каждого слога:

Окоараибли алаивиороаваили, алаивиороаваили, ада ене ывыалаивиороаваили.
«Перевод»:
Корабли лавировали, лавировали, да не вылавировали;
- постоянного слога-«приставки», например, пи-, хер- («по херам») и т. п.:

Пипопирописяпичья пилапитынь пиэпито пизапибавпино
Херпохеррохерсяхерчья херлахертынь херэхерто херзахербавхерно
«Перевод»:
Поросячья латынь это забавно.

### Баскский язык
В баскском языке «тайный язык», аналогичный поросячьей латыни, называется «жабий иностранный язык» (баск. zapo-erdara), «козий иностранный язык» (ahuntz-erdara), «язык ведьм» (sorgin-solasa или belagile-solasa), «жабий язык» (zapo-hizkuntza) или «жабий баскский язык» (zapo-euskara). Существует несколько различных форм этого «языка». В одной из них после слога, содержащего гласную, добавляется слог с этой же гласной, но с постоянной согласной буквой «p» (иногда «t» или «m»). В другой форме после каждого слога вставляется слог «pe» или перед каждым слогом — слог «ti».